# Jamesia bella
Jamesia bella là một loài bọ cánh cứng trong họ Cerambycidae.